# 達格利什灣
67°42′S 67°45′W / 67.700°S 67.750°W
達格利什灣是南極洲的海灣，位於葛拉漢地西岸對開的普爾夸帕島，處於萊內斯角和邦格蘭角之間，長6公里、寬2公里，由英國的探險隊探測。